# Solenn Poivre d'Arvor
Pour les autres membres de la famille, voir Famille Poivre d'Arvor.
Solenn Poivre d'Arvor, de son vrai nom Solenn Poivre, née le 11 décembre 1975 et morte le 27 janvier 1995, est la fille de Patrick Poivre d'Arvor et de son épouse, Véronique. Elle est devenue un symbole de la lutte contre l'anorexie mentale après son suicide.
Invitée de Mireille Dumas, Solenn évoque ses problèmes d'anorexie-boulimie au petit écran.

## Biographie
Solenn se suicide à l'âge de 19 ans en se jetant sous une rame de métro à la station Les Sablons à Neuilly-sur-Seine ; elle succombe à ses blessures à l’hôpital Beaujon. Dans une lettre d'adieux à son père, elle écrit « Merci pour tout mais je n’aime pas la vie. Je veux être incinérée et gardée dans une petite boîte, mais pas jetée à la mer. ». Le 30 janvier 1995, elle est enterrée à Trégastel, en Bretagne. Le soir même, PPDA déclare lors du journal télévisé de 20 h sur TF1 à l'occasion d'un drame dans un lycée de Toul qui a fait six morts « rien n’est plus injuste que la perte d’un enfant, d’un adolescent, même s’il n’y a pas de gradation dans la douleur des uns et des autres ». En 2017, lors d'une interview avec Marc-Olivier Fogiel, il confie avoir voulu reprendre le cours de sa vie le plus vite possible. 

## Maison de Solenn
Le 17 novembre 2004, une maison des adolescents, appelée « Maison de Solenn » en son souvenir, est inaugurée au sein de l'hôpital Cochin de Paris. Ce projet auquel Véronique Poivre d'Arvor collabore depuis 1998 a été majoritairement financé par l'Opération Pièces jaunes, parrainée par Bernadette Chirac, présidente de la Fondation Hôpitaux de Paris-Hôpitaux de France, dont la fille Laurence souffrait également d'anorexie mentale. Cette maison se présente comme « une porte ouverte sur les petits et grands problèmes des adolescents ». En mars 2009, Bernadette Chirac reçoit la Légion d'honneur pour son engagement au sein de la Maison de Solenn.

## Hommage
PDDA rend publiquement hommage à la mémoire de sa fille en dédiant trois ouvrages et en communiquant des photos sur Twitter à la date d'anniversaire de sa mort,.